# Komsomolsk
 Ikke at forveksle med det tidligere navn for byen Horisjni Plavni
Komsomolsk (russisk: Комсомольск) er en sovjetisk film fra 1938 instrueret af Sergej Gerasimov og produceret af Lenfilm.
Filmen er en hyldest til de frivillige arbejdere, der heroisk bistår ved opførelsen af en helt ny by, Komsomolsk-na-Amure, som dikteret i Sovjetunionens femårsplaner. I virkelighedens verden blev byen primært opført af tvangsarbejdere fra Gulag-systemet.

## Handling
I 1932 besluttede kommunistpartiet og regeringen at skabe en ungdomsby ved bredden af floden Amur i det sydøstlige Sibirien. Den leninistiske ungdom reagerede på partiets opfordring og tager udfordringen op.
Den første gruppe af Komsomol-frivillige sejler til Amurs vilde kyster på dampbåden Columbus. De bliver nødt til at bygge en hel by i tajgaen på kortest mulig tid og tager fat med at rydde skov, opføre de første huse og planlægge ankomsten af jernbanen til den nye by.

## Medvirkende
- Pjotr Alejnikov som Pjotr
- Sergej Gerasimov
- Jevgenija Golyntjik
- Bari Hajdarov som Kilja
- Leonid Kmit